# 打地鼠

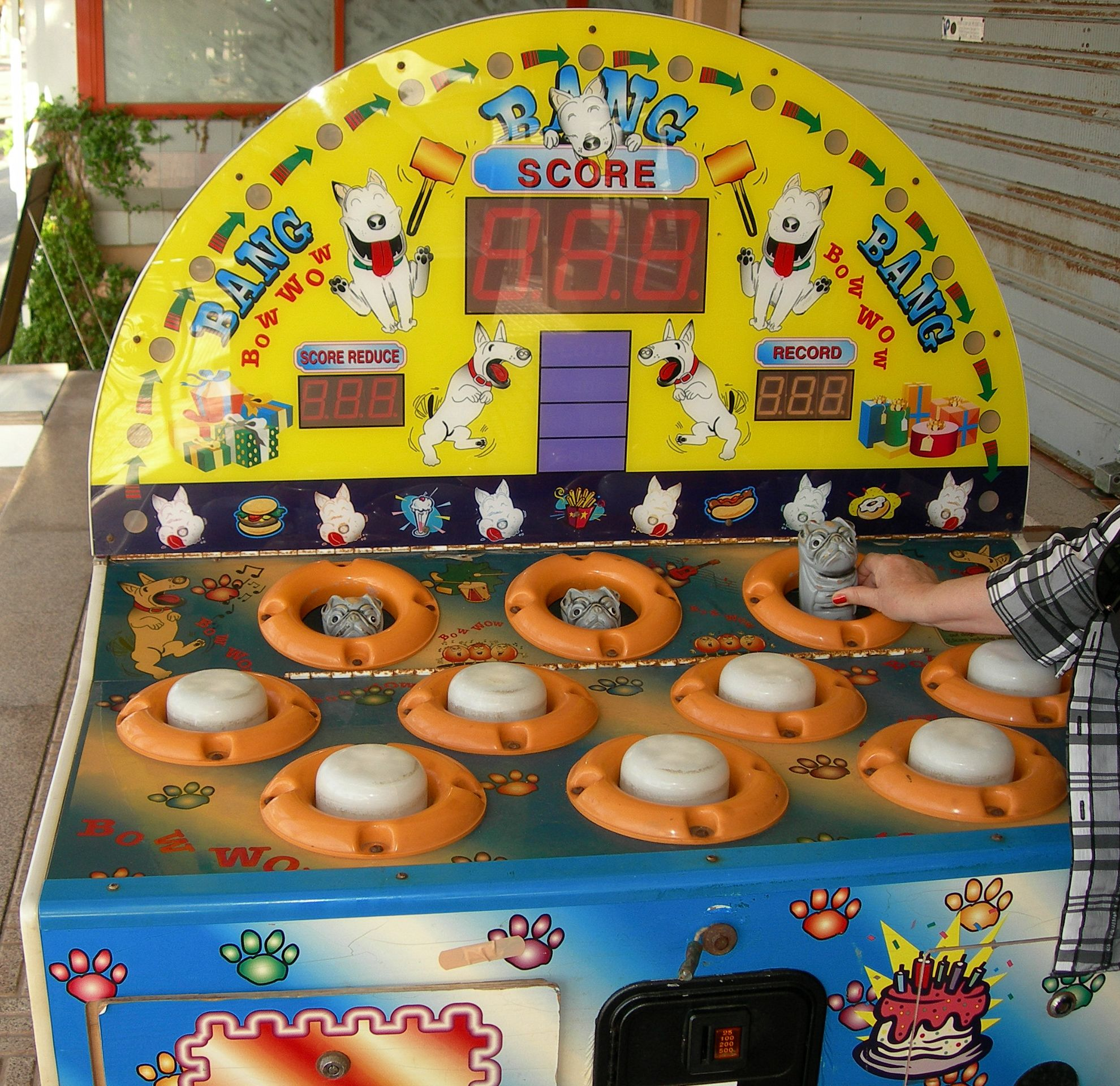
打地鼠機台。

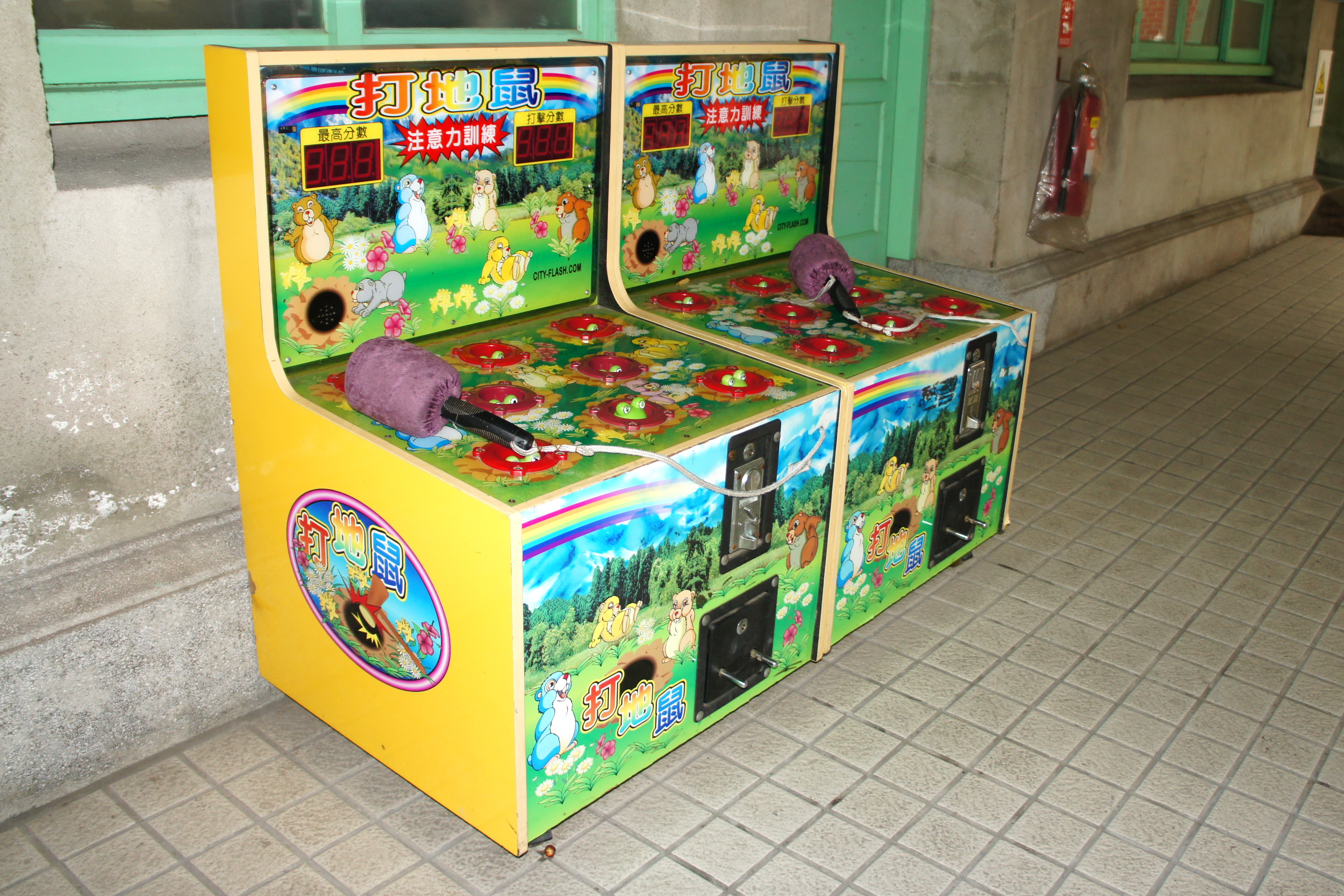
打地鼠機台

打地鼠典型的機台有高度及腰的機箱，頂部有多個開口，並附有柔軟的黑色大頭鎚。每個洞裡都有一隻塑膠製的地鼠，內部的機械設計使地鼠能上下移動。當遊戲開始時，地鼠會隨機從洞中冒出。遊戲的目標是用錘子打地鼠的頭，使地鼠回到洞中，以增加玩家的分數。

## 起源
这款著名的游戏是1975年由東洋娛樂機株式会社(Toyo Goraku Ki Kabushiki Kaisha)公司发明的。

## 遊戲進行方式
大頭槌的尺寸大約等同於一顆小型保齡球。機箱上有三位數螢幕顯示目前玩家的得分，後期機種則另有螢幕顯示當日最高分。大頭槌通常用繩子與機台連繫，以防被顧客取走。
若玩家未於一定時間內擊中地鼠，或者打擊的力道不夠，地鼠會躲回洞裡，分數也不會增加。遊戲剛開始以慢速進行，大部分的人都能打中所有探出頭的地鼠，但速度會逐漸增加，地鼠每次探出頭的時間會變短，同一時間出現的地鼠數目也會增加。經過預定的時間限制後，不論玩家技術如何，遊戲都會結束。最終的分數取決於玩家擊中的地鼠數。
除了上述的單人遊戲以外，還有多人遊戲的機台。在美國，這種機台最常設置在遊樂場中。多人遊戲的版本有一長串相連的打地鼠機台，遊戲的目標是成為第一個達到特定分數的玩家，而不是在特定時間內打中最多地鼠。在大部分的版本中，打中一隻地鼠可獲得10分，先得到150分（也就是15隻地鼠）的人就是贏家。贏家會獲得獎品（通常是一小隻絨毛玩具，如果贏家再次獲勝的話，可以換大隻的絨毛玩具）。